# Bartolomé Hidalgo
Bartolomé José Hidalgo (Montevidéu, 1788 — Morón, 1822) foi um escritor das Províncias Unidas do Rio da Prata, iniciador da poesia gauchesca no rio da Prata.

## Biografia
Órfão de pai em tenra idade, Hidalgo viveu com sua mãe e suas irmãs em Montevidéu, e a pobreza da cidade colonial fez sentir seus rigores.
Aos dezoito anos de idade, ele se alistou ao Batalhão de Partidários de Montevidéu, servindo sob as ordens de Francisco Antonio Maciel, na batalha de Cardal. No ano de 1811, incorporou-se à revolução emancipadora. Em Paysandú, Hidalgo recebeu José Artigas, chamado de chefe dos Orientais, com que trocava cartas. Artigas incorporou-o na lista daqueles que facilitaram o Êxodo do Povo Oriental, uma das primeiras manifestações coletivas contra o poder colonial instituído.
Quando Bartolomé Hidalgo tinha vinte e três anos, seus poemas já possuíam conotação de caráter político. Compôs sua Marcha Nacional Oriental para comemorar e festejar o acordo de armistício entre a junta de Buenos Aires as forças do vice-rei de Montevidéu, Francisco Javier de Elío, o qual permite a retirada do exército sitiador.
Permaneceu vivendo em Montevidéu, e logo Fernando Otorgués o nomeou ministro-interino da Fazenda, durante o breve governo artiguista.
Durante a Guerra contra Artigas (ou Invasão Luso-Brasileira), Hidalgo continuou em Montevidéu. A Casa de Comedias se encontrava influenciada por Carlos Frederico Lecor, o visconde de Laguna, decidido a conquistar por meio de suas reuniões sociais a cidade de Montevidéu.
Após a Invasão Luso-Brasileira, aliado à gente decente e principal de Montevidéu, Hidalgo viajou a Buenos Aires e levou a penosa vida de poeta crioulo, vendendo para sua subsistência os seus quartetos e suas composições mal impressas. Lá também redigiu Los Diálogos, sua obra mais importante e completa.